# Folau Niua
Folau Niua (27 de janeiro de 1985) é um jogador de rugby sevens estadunidense.

## Carreira
Folau Niua integrou o elenco da Seleção Estados Unidos de Rugbi de Sevens, na Rio 2016, que foi 9º colocada.